# Lithocarpus korthalsii
Lithocarpus korthalsii là một loài thực vật có hoa trong họ Cử. Loài này được (Endl.) Soepadmo mô tả khoa học đầu tiên năm 1970.